# Size
Size fue un grupo mexicano de post-punk y new wave que estuvieron activos entre 1979 y 1985. Sus integrantes eran Illy Bleeding (Jaime Keller), Dennis Sanborns (Walter Schmidt), This Grace (Carlos Robledo) y Dean Stylette (Alfonso Moctezuma).

## Historia y estilo
El vocalista Jaime Keller Cortina, regresó a México a finales de 1977 después de haber vivido y estudiado en Toronto, Canadá, en donde forjó su peculiar estilo tanto escénico como musical como el de David Bowie, The Clash y otras bandas de punk. Posteriormente conoce a Walter Schmidt y Carlos Robledo, quienes habían dado por concluido su proyecto llamado Decibel, banda dedicada a la música experimental y el rock in opposition. Al llegar a México, Keller se dio cuenta de la represión y la prohibición por la que pasaba el rock mexicano, pues en esos años las bandas tocaban a nivel subterráneo en los llamados hoyos fonki. Antes de la creación de Size formó parte de las bandas Lady Bleed y Plastic Cocks. 
Walter Schmidt era editor y articulista de la revista Sonido, donde escribía sobre los nuevos géneros de rock y las bandas del underground internacional. 
En una entrevista realizada en 2012 para el programa de radio «La Ruleta», Walter Schmidt comenta sobre los orígenes de Size:
«Y como Decibel se había desbandado, ya habíamos quedado un poco decepcionados porque nunca ha habido mucho following para la música experimental en México, entonces empezamos a hacer algo más... pues no precisamente comercial pero sí más accesible que era como Punk/New Wave, también jugábamos con cosas muy electrónicas y ruiditos (...)»
Size hacía un post-punk con sintetizadores, con letras en inglés y en español. Algunas de sus influencias son Wire, Ultravox, Cabaret Voltaire, Throbbing Gristle y Joy Division. Size fue agregado en la antología del disco Sound Cosmodel junto a grupos como Half Japanese, Die Form, Nurse With Wound y Z'EV. 
El crítico cultural y escritor José Homero, describe el estilo de Size en estos términos: "Canciones como la emblemática 'Tonight' acusan el influjo del punk en el fraseo de Bleeding y en la crudeza de la letra, pero prepondera el elemento bailable, cifrado ya desde el inolvidable intro, con efectos juguetones, líneas funk en el bajo e inquietantes y líricos subrayados de sintetizador, que le otorgan ya un inconfundible sello post-punk. Se trata de la asimilación mexicana de esa experiencia que se decantó hacia la electrónica con instrumentos baratos, que comienza Daniel Miller y expresaron mejor Fad Gadget y Depeche Mode, justo en el sello del primero".
Walter Schmidt explica referente al LP inédito "Nadie puede vivir con un Monstruo":
"Después, Polygram nos contrató para grabar el álbum, pero el productor que teníamos tuvo problemas con la compañía y entonces ya no se quiso editar el álbum (...) La compañía me dio a mí las cintas para que yo hiciera lo que quisiera y tiempo después (...) se editó en CD."
Durante su corto periodo de actividad, Size tuvo diversas presentaciones en vivo en lugares "underground" de la Ciudad de México. Junto con la banda Dangerous Rhythm (posteriormente Ritmo Peligroso) sentaron muchas de las bases de lo que sería el Punk en México. En las zonas más proletarias al norte de la ciudad se gestó, a principios de los ochenta, un movimiento punk más anárquico con bandas como Rebel'd Punk, Massacre 68 y Síndrome del punk.

## Proyectos posteriores
Tras la disolución de Size, después de un concierto en Cuernavaca en 1985, Walter Schmidt y Carlos Robledo se unieron a Ulalume Zavala y Humberto Álvarez para formar el grupo de synthpop Casino Shanghai con el que grabaron el disco Film. Actualmente Schmidt continúa presentándose en escenarios mexicanos, ahora con un repertorio más cercano a la electroacústica y la música concreta, en 2005 grabó un disco titulado "Ríos de Sangre". Illy Bleeding formó diversos proyectos como OD (1994), El Abrigo de Eva Fink con Rene Cremieux (2002), Multiple Side Effects (2004), Smelling Colors (2005) y El Gabinete Azul (2008). En su último proyecto se presentó como Illy Bleeding y Los Robotes Trucosos, grupo con el que interpretó tanto nuevas composiciones como canciones de Size.
Illy Bleeding murió el 26 de octubre de 2010, a causa de las lesiones sufridas 3 días antes, cuando un automóvil chocó con el taxi donde viajaba. El doble EP de Illy Bleeding y los Robotes Trucosos fue publicado de manera póstuma en noviembre de 2010.

## Discografía
Discos de Size
- Tonight / Daily Matrix 7" (New Rocker Productions, 1980)

- El Diablo en el Cuerpo / La Cabellera de Berenice  12" maxi (1984)

- Size CD (Rock & Roll Circus, 1990; grabaciones de 1980 a 1984) (Recopila los dos discos sencillos de arriba más una sesión realizada en 1980 y el LP inédito Nadie Puede Vivir con un Monstruo)

Acoplados
- Anarchy In Mexico (Independiente, 1981) Canción "She's So"

- Rock Nacional 1981 (Independiente, 1981) Canción "She's So -Esta Noche-"

- Sound Cosmodel  (Atelier Peyotl Japan, 1984) Canción "Go-Go Girls"

- Unisex (Dinero Rosa, 2004) Canción "Time Trap"

- Backup: expediente tecnopop mexicano 1980-89 (At.At, 2005) Canción "El diablo en el cuerpo"

## Documental
El 5 de agosto de 2011 se estrenó el largometraje Nadie puede vivir con un monstruo , documental sobre Size dirigido por Mario Mendoza.